# Студије мира и сукоба
Студије мира и сукоба представљају област друштвених наука која идентификује и анализира насилно и ненасилно понашање, као и структуралне механизме који су присутни у сукобима (укључујући и социјалне сукобе), с циљем разумевања оних процеса који доводе до пожељнијег људског стања. Варијација тога, мировне студије (иренологија), представљају интердисциплинарни напор који има за циљ спречавање, деескалацију и решавање сукоба мирним средствима, чиме тражи "победу" за све стране укључене у сукоб. Ово је у супротности са војним студијама, које имају за циљ ефикасно постизање победе у сукобима, првенствено насилним средствима на задовољство једне или више, али не и свих укључених странака. Укључене дисциплине могу укључивати филозофију, политичке науке, географију, економију, психологију, социологију, међународне односе, историју, антропологију, верске студије и родне студије, као и разне друге. Одговарајуће под-дисциплине таквих области, као што је економија мира, може се сматрати припадајућим студијама мира и сукоба.

## Историјска позадина
Студије мира и сукоба представљају и педагошку активност у којој наставници преносе знања студентима; и истраживачку активност, у којој истраживачи стварају нова знања о изворима сукоба. Студије мира и сукоба подразумијевају разумевање концепта мира који се дефинише као политичко стање које осигурава правду и социјалну стабилност кроз формалне и неформалне институције, праксе и норме.

### Као педагошка активност
Академици и студенти на најстаријим универзитетима у свету већ дуго су мотивисани интересовањем за мир . Амерички студентски интерес за оно што данас сматрамо студијама мира прво се појавио у облику студентских клубова на америчким колеџима у годинама непосредно након Америчког грађанског рата. Слични покрети појавили су се у Шведској у последњим годинама 19. века, као и на другим местима убрзо након тога. Ово су биле дискусионе групе које су настале од стране студената, а не формални курсеви који су укључени у наставне програме факултета.
Први светски рат био је прекретница у западним ставовима о рату. На Париском мировној конференцији из 1919. године, где су се лидери Француске, Британије и Сједињених Држава Жорж Клемансо, Дејвид Лојд Џорџ и Вудро Вилсон, састали како би одлучили о будућности Европе - Вилсон је предложио својих четрнаест тачака за мировне активности . Ово укључује разбијање европских империја у националне државе и успостављање Лиге народа. Ови потези, намењени да осигурају мирну будућност, били су позадина многих догађаја у настанку студија о миру и конфликту као академске дисциплине (али такође, како је Кејнс нажалост указао, поставили су семе за будући конфликт. Оснивање првог председавајућег за међународне односе на Универзитету Абериствит, у Велсу, чија је надлежност била делимично за даљи развој циља мира, десила се 1919. године.
Након Другог светског рата, оснивање система Уједињених нација пружило је додатни подстицај за успостављање ригорознијег приступа миру и сукобима. Многи универзитетски курсеви у вишим школама широм света почели су да се развијају, а који се тичу питања мира, често у вези са ратом, током овог периода. Први студијски академски програм за студије мира у Сједињеним Државама развијен је 1948. године од стране Гледиса Муира, на Универзитету за либералну уметност у Северном Манчестеру, Индијана. Тек крајем шездесетих година прошлог века у Сједињеним Америчким Државама, забринутост студената о Вијетнамском рату натерала је све више универзитета да понуди курсеве о миру, било на одређеном студију за мировне студије или као курс у традиционалним студијама. Рад академика као што су Јохан Галтунг и Џон Бертон, као и расправе на форумима као што је часопис Истраживања мира 1960.|1960. година одражавали су све већи интерес и академски положај на терену. Раст броја студија о миру широм света био је убрзан током осамдесетих година, пошто су студенти постали више забринути због перспективе нуклеарног рата. По завршетку Хладног рата, курс за мир и сукоб преусмерава свој фокус из међународног сукоба на сложена питања везана за политичко насиље, људску сигурност, демократизацију, људска права, социјалну правду, добробит, развој и стварање одрживих облика мира. Ширење међународних организација, агенција и међународних невладиних организација из УН-а, Организације за сигурност и сарадњу у Европи, Европске уније и Светске банке ка Међународној кризној групи, [нтернешнл Алерт и другим, почело је да се бави таквим истраживањем.
Агенде које се односе на позитиван мир у европским академским контекстима већ су биле теме расправа током 1960-их. До средине деведесетих година студије мира у Сједињеним Државама помериле су се "... из истраживања и учења о негативном миру, престанку насиља, позитивном миру, условима који елиминишу узроке насиља"." Као резултат, теме су се огромно прошириле. До 1994. године, преглед понуда курсева у мировним студијама укључивао је теме попут: "односи север-југ"; "развој, дуг и глобално сиромаштво"; "животна средина, раст становништва и недостатак ресурса"; и "феминистичке перспективе о миру, милитаризму и политичком насиљу".
Сада постоји општа сагласност о важности мировних и конфликтних студија међу научницима из различитих дисциплина у друштвеним наукама и око њих, као и од многих утицајних политичких креатора широм света. Студије мира и сукоба данас су широко истражене и предаване у великом броју институција и локација. Тешко је проценити број универзитета који нуде курсеве мира и предмета сукоба, углавном због тога што се курсеви могу изводити из различитих одељења и имају врло различита имена. Интернет страница Међународног удружења за истраживање мира даје један од најутицајнијих спискова. У извештају за 2008. годину у Међународном Хералд Трибуналу наводи се преко 400 програма подучавања и истраживања у студијама мира и сукоба, нарочито оних у колеџима Јунајтед Ворлд, Института за истраживање мира Осло, Универзитет Јауме I у Кастељон де ла Плана/ Шпанија, Малме Универзитет Шведска, Амерички универзитет, Универзитет у Брадфорду, Универзитет у Сарајеву, УПЕАЦЕ у граду Сијудад Колон / Коста Рика, Универзитет Џорџ Мејсон, Лунд, Мичиген, Нотр Дам, Квинсленд, Упсала, Инзбрук, Вирџинија и Висконсин. Ротари фондација и УН Универзитет]подржавају неколико међународних академских наставних и истраживачких програма.
Анкета из 1995. године открила је 136 универзитета Сједињених Америчких Држава са програмима мировних студија: "Четрдесет и шест одсто њих се налази у црквеним школама, још 32% на великим јавним универзитетима, 21% на приватним факултетима који нису повезани са црквом и 1% су у колеџима у заједници. Педесет пет посто црквених школа које имају програме мировних студија су римокатолички. Друге вероисповести са више од једног колеџа или универзитета са програмом мировних студија су Квекери, Менонити, Црква браће и Црква Христа, сто петнаест ових програма је на нивоу додипломских студија и 21 на дипломском нивоу. Петнаест ових колеџа и универзитета имало је додипломске и дипломске програме."
Други значајни програми могу се наћи на Универзитету Манитоба, Универзитету у Ланкастеру, Хирошима Универзитету, Универзитету у Инзбруку, Универзитету Јауме I, Универзитету у Сиднеју, Универзитету у Квинсленду, Краљевом колеџу, Салт Колеџу, Лондон Метрополитану, Сабанци, Марбургу, Сциенцес По, Универзитету у Паризу, Дауфин Универзитет у Амстердаму, Отаго, Сентендруз и Јорк . Можда је најважније да су такви програми и програми истраживања постали уобичајени у институцијама које се налазе у конфликтним, постконфликтним и земљама у развоју и регијама попут (нпр. Националног мировног савета), Центра за људска права Универзитета у Сарајеву, Универзитета Чулалонгкорн, Националног универзитет у Источном Тимору, Универзитета у Кабулу, Универзитета Макерере, Универзитета Мбарара и Универзитета у Тел Авиву.

### Као истраживачка активност
Иако су индивидуални мислиоци као што је Имануел Кант већ дуго признавали средиште мира (види Вечни мир), тек почетком педесетих и шездесетих година мировне студије су почеле да се појављују као академска дисциплина са сопственим истраживачким алатима, специјализованим скупом концепата, и дискусије као што су часописи и конференције. Почевши од 1959. године, са оснивањем Института за истраживање мира Осло -ПРИО - (придружио Јохан Галтунг), почео је да се појављује неколико истраживачких института.
Године 1963. Валтер Исард, главни оснивач регионалне науке, сакупио је групу научника у Малмеу у Шведској, ради успостављања Друштва за истраживање мира. У групу иницијалних чланова били су Кенет Боулдинг и Анатол Рапопорт . Ова група је 1973. године постала Друштво за науку мира . Наука о миру посматра се као интердисциплинарни и међународни напор да се развије посебан скуп концепата, техника и података како би се боље разумели и ублажили сукоби. Наука о миру покушава да користи квантитативне технике развијене у економији и политичким наукама, посебно теорији игара и економетрији, техникама које ретко користе истраживачи у мировним студијама. На веб сајту Друштва за науку о миру налази се друго издање Узајамне везе рата, једне од најпознатијих збирки података о међународним сукобима. Друштво одржава годишње конференције, којој присуствују научници из целог свијета и објављује два научна часописа: Часопис за решавање конфликата и Управљање сукобима и наука о свету.
Године 1964. Међународна организација за истраживање мира формирана је на конференцији коју су организовали Квакери у Кларенсу у Швајцарској. У првобитном извршном одбору био је Јохан Галтунг. ИПРА одржава двогодишњу конференцију. Истраживања које су представили на својим конференцијама и у својим публикацијама обично се фокусирају на институционалне и историјске приступе, ретко користећи квантитативне технике. Године 2001. формирано је Удружење за студије мира и правде (ПЈСА) као резултат спајања две прекурсорске организације. ПЈСА је северноамеричка чланица ИПРА-а и укључује чланове из целог света са доминацијом из САД и Канаде. ПЈСА објављује регуларни билтен (Мировна Хроника) и одржава годишње конференције о темама везаним за мисију организације "стварање праведног и мирног света" кроз истраживање, стипендију, педагогију и активизам.
У 2008. години, Стратегијска група предвиђања представила је свој извештај о иновативном механизму за проналажење одрживог решења конфликата на Блиском истоку. Такође је развила нови коефицијент за сарадњу о води, који је мера активне сарадње приморских земаља у управљању водним ресурсима користећи 10 параметара, укључујући правне, политичке, техничке, еколошке, економске и институционалне аспекте.

## Опис
Студије мира могу се класификовати као:
- Мултидисциплинарне, обухватају елементе политике и међународних односа (посебно критична међународна теорија односа), социологије, психологије, антропологије и економије. Критичка теорија се такође широко користи у студијама мира и сукоба.
- Више слојевите. Студије мира истражују унутрашњи мир, мир између појединаца, суседа, етничких група, бракова, држава и цивилизација.
- Мулти културалне. Махатма Ганди се често помиње као парадигма мировних студија. Међутим, истински мултикултурализам остаје тежња јер се већина центара за мировне студије налази на западу.
- Аналитичке и нормативне. Као нормативна дисциплина, мировне студије укључују вредне процене, попут "бољег" и "лошег".
- Теоретске и примењене.[6]

Постојала је дуготрајна и живахна дебата о питањима разоружања, као и покушаји истраживања, каталогизације и анализе питања која се односе на производњу оружја, трговину и њихове политичке утицаје... Такође се покушало мапирање економских трошкова рата или повратка у насиље, насупрот онима у миру.
Студије мира и сукоба сада су добро успостављене унутар друштвених наука: састоје се од многих научних часописа, факултета и универзитета, института за мировне истраживања, конференција, као и спољног признавања корисности студија мира и сукоба као методе.
Мировне студије омогућавају испитивање узрока и превенцију рата, као и природу насиља, укључујући социјално угњетавање, дискриминацију и маргинализацију. Кроз студије мира, такође се могу научити стратегије за превазилажење прогона и трансформација друштва у постизање правичне и праведне међународне заједнице.
Феминистички научници развили су посебност у оквиру конфликтних студија, посебно истражујући улогу пола у оружаним сукобима Важност разматрања улоге пола у пост конфликтном раду признала је резолуција 1325 Савета безбедности Уједињених нација. Примери феминистичке стипендије укључују Керол Кон и Клер Данкансон.

## Идеје

### Концепти мира
Делегати на Корејском споразуму о премештању из 1953. године постигли су негативан мир, окончавајући рат, али не и шири сукоб.
Негативан и позитиван мировни оквир данас се највише користи. Негативан мир се односи на одсуство директног насиља. Позитиван мир се односи на одсуство индиректног и структуралног насиља, и концепт који већина истраживача мира и сукоба усваја. Ово се често заснива на Галтунгу, али су ове изразе раније користио Мартин Лутер Кинг у Писму из затвора у Бирмингему 1953. године, у којем је написао о "негативном миру који је одсуство напетости" и "позитивном миру који је присуство правде. " Ове услове можда је први пут користила Џејн Аддамс 1907. године у својој књизи Нове идеје мира.
Предложено је неколико концепција, модела или начина мира у којима би истраживање мира могло да се развије.
- Суштина је да је мир природно социјално стање, док рат није. Претпоставка је једноставна за мировне истраживаче: да презентују довољно информација како би рационална група доносилаца одлука покушала избјећи рат и конфликт.
- Друго, став да је насиље грешно или неусловно, и да је ненасиље вешто или виртуелно и треба га култивисати. Ову ставку држе различите верске традиције широм свијета: Квекери, Менонити и друге мировне цркве унутар хришћанства; Ђаинизам, Сатиаграха традиција у хиндуизму, будизам и други делови индијске религије и филозофије; као и одређене школе ислама.
- Треће је пацифизам: став да је мир главна сила људског понашања.
- Даљи приступ је да постоји више начина мира.[19]

Било је много понуда о овим разним облицима мира. Они се крећу од познатих радова Канта, Лока, Русоа, Пеина, на различитим либералним међународним и уставним и плановима за мир. Варијације и додаци су недавно развијени од стране научника као што су Раимонд Арон, Едвард Азар, Џон Бертон, Мартин Седал, Волфганг Дитрих, Кевин Дулеи, Јохан Галтунг, Михаел Хауард, Вивиен Јабри, Џон -Пол Ледерах, Роџер Мац Гинти, Хугх Миалл, Давид Митрани, Оливер Рамсботхам, Анатол Рапопорт, Михаел Ведби Расмусен, Оливер Ричмонд, СП Удаиакумар, Том Вудхаусе, остали горенаведени и многи други. У таквим радовима редовно се користе демократски мир, либерални мир, одрживи мир, грађански мир, хибридни мир, пост-либерални мир, трансрационални мир и други концепти.

### Одрживи мир
Према концепту мира, одрживи мир мора се сматрати важним фактором за будућност просперитета. Одрживи мир мора бити приоритет глобалног друштва у којем државни актери и недржавни актери не траже само профит у блиској будућности што би могло нарушити стабилно стање мира. За одрживи мир, неговање, оснаживање и комуникација сматрају се кључним факторима широм свијета. Прво, неговање је неопходно ради подстицања психолошке стабилности и емоционалне зрелости. Значај друштвене вредности у адекватном неговању важан је за одрживи мир. Друго, како би се постигла стварна сигурност, унутрашња сигурност мора бити осигурана уз договорене друштвене системе и заштиту засноване на чврстој основи. На крају, комуникације су неопходне за превазилажење незнања и успостављање заједнице засноване на поузданим и корисним информацијама. То ће спречити изолацију која је кључна за одрживи мир.

### Конфликтни троугао
Конфликтни троугао Јохана Галтунга ради на претпоставци да је најбољи начин дефинисања мира да дефинише насиље, његову супротност. Одражава нормативни циљ спречавања, управљања, ограничавања и превладавања насиља.
- Директно (очигледно) насиље, нпр. Директан напад, масакр.
- Структурално насиље. Смрт је из разлога који се могу избећи, као што је неухрањеност. Структурно насиље је индиректно насиље изазвано неправедном структуром и не треба бити изједначено са Божјим чином.
- Културно насиље. Културно насиље се јавља као резултат културних претпоставки које су слепе за усмеравање или структурално насиље. На пример, један може бити равнодушан према бескућницима, или чак сматрати да је њихово протеривање или истребљење добра ствар.

Сваки угао Галтунговог троугла може се односити на друга два. Етничко чишћење може бити пример свих три.
Да једноставно разумем ове три
- Непосредно насиље = повреда или повреда тела и ума
- Структурално насиље = економска експлоатација и политичка репресија
- Културално насиље = основне вредности и епистемички модели који легитимишу директно и структурално насиље.

### Трошкови сукоба
Трошкови сукоба представљају алат који покушава израчунати цену сукоба на људску расу. Идеја је испитати овај трошак, не само у смислу смрти и жртава, као и економских трошкова које сноси укључени људи, али и социјалне, развојне, еколошке и стратешке трошкове сукоба. Приступ разматра директне трошкове сукоба, на пример људске смрти, расходи, уништавања земљишта и физичке инфраструктуре; као и индиректних трошкова који утичу на друштво, на примјер миграције, понижење, раст екстремизма и недостатак цивилног друштва.
Стратешка Форсајт група, истраживачки тим у Индији, развила је трошкове серије конфликата за земље и регионе који су укључени у дуготрајне сукобе. Овај алат има за циљ процену прошлих, садашњих и будућих трошкова који гледају на широк спектар параметара.

## Нормативни циљеви
Нормативни циљеви мировних студија су трансформација сукоба и решавање сукоба путем механизама као што су мировање, изградња мира (нпр. Рјешавање неједнакости у правима, институције и дистрибуција светског богатства) и мирољубивости (нпр. Посредовање и рјешавање конфликата). Мировање потпада под окриље негативног мира, док напори на позитиван мир укључују елементе изградње мира и мира.

## Подучавање мира и сукоба у војсци
Један од интересантних догађаја у оквиру студија мира и сукоба је број војних лица који похађају такве студије. Ово представља неке изазове, пошто је војска институција која је отворено посвећена борби. У чланку "Подучавање мира војсци", објављеној у часопису Ревија мира, Џејмс Пејџ расправља о пет принципа који би требало да осигурају овај подухват, наиме, поштују, али не привилегују војно искуство, уче теорију праведног рата, охрабрују студенте да буду упознати са традицијом и техникама ненасиља, подстичу студенте да се деконструишу и демитологизују и препознају важност војне врлине.
Научници који раде у областима мира и студија о сукобима дали су значајан допринос политикама које користе невладине организације, агенције за развој, међународне финансијске институције и систем Уједињених нација, у специфичним областима рјешавања сукоба и дипломатије грађана, развоја, политичких, социјалних и економских реформи, мировних операција, посредовања, раног упозоравања, превенције, изградње мира и изградње државе. Ово је представљало промену интереса од приступи за управљање сукобима који су усмерени ка "негативном миру" до решавања сукоба и приступа изградњи мира у циљу "позитивног мира". Ово се брзо појавило на крају Хладног рата и било је закључено у извештају тадашњег генералног секретара УН-а Бутроса Бутроса-Гали-а, Агенда за мир. Заиста, могло би се рећи да се већина машинерије коју је неколико научника назвала "изградњом државе" а други "либералном изградњом мира" заснива углавном на раду који је извршен у овом подручје. Међутим, многи научници у том подручју заговарали су више "еманципаторни" облик изградње мира, на темељу "Одговорности за заштиту" (Р2П), људске сигурности, локалног власништва и учешћа у таквим процесима, нарочито након ограниченог успеха либералне изградње мира / изградње државе на разним местима као што су Камбоџа, Балкан, Источни Тимор, Сијера Леоне, Либерија, Непал, Авганистан и Ирак.
Овај програм истраживања је у процесу успостављања нијансиранијег програма за изградњу мира који се такође повезује са оригиналним, квалитативним и нормативно оријентисаним радом који се појавио у школама за истраживање мира и истраживања конфликата шездесетих година (нпр. У истраживачком пројекту Института за мировне истраживање у Ослу на тему "Либерални мир и етика изградње мира" и пројекат "Либерални мир" на Универзитету у Сент Ендрузу) и више критичних идеја о изградњи мира који су недавно развијени у многим европским и не-западним академским и политичким круговима. Неки научници указали су на хибридне исходе који су се појавили у пракси, што указује и на потенцијал и проблеме хибридних облика мира, са свакодневном оријентацијом и наговештавајући појаву пост-либералног оквира.
Катедра УНЕСКО за мировне студије на Универзитету у Инсбруку / Аустрији 2008. предложила је класификацију мировних тумачења заснованих на култури: енергетски, морални, модерни, постмодерни и трансрационални приступи. Трансрационални приступ повезује постојеће духовне интерпретације друштва и односа са механистичким методама савременог мира. Стога ова школа преферира стриктно релационо и системски метод еликативне трансформације конфликата (Ледерацх) на прописане приступе модерне конфликтне резолуције.

## Критика и контроверзе
Озбиљан број добро утврђених критика усмерен је на студије мира и сукоба, често али не и нужно изван сфере универзитетског система, укључујући ту и мировне студије:
- не производе практичне рецепте за управљање или решавање глобалних сукоба јер "идеологија увек оптерећује објективност и прагматизам"; [потребно је цитирати]
- фокусирани су на стављање "угледног лица на западно самозадовољство"; [потребно је цитирати]
- су лицемерни зато што "прећутно или отворено подржавају тероризам као допуштену стратегију за" немоћне "да исправи стварне или уочене жалбе против моћних" (тј. Идеолошке антизападне концепте развијене од стране друштвених научника као што је Јохан Галтунг који несумњиво додаје смисао неоправдане прихватљивости која се користи у подршци радикализму)
- имају наставне планове и програме који су (према активисткињама за људска права Керолајн Кук и филозофу Роџеру Сцрутону) "интелектуално неуједначени, преплављени са пристрасношћу и недовољни за академски статус ..."[38]
- Политике које су предложене да се "елиминишу узроци насиља" представљају равномерно левичарску политику, а не нужно политику која би пронашла широку сагласност међу друштвеним научницима.[39]

Барбара Кеј, колумниста за Национални пост, посебно је критиковала ставове норвешког професора Јохана Галтунга, који се сматра лидером у савременим мировним истраживањима. Кеј је написала да је Галтунг писао о "структуралном фашизму" демократије "богатих, западних, хришћана", да се диви Фиделу Кастру, противи се отпору совјетској инвазији на Мађарску 1956. године и описао је Александра Солженицина и Андреја Сахарова као "прогањане елитне личности. " Галтунг је такође похвалио Мао Цедунга за "бескрајно ослобађање" Кине. Галтунг је такође изјавио да су Сједињене Државе "земља убица" која је крива за "неофашистички државни тероризам" и наводно наводи да би уништење Вашингтона, Д. Ц. могло бити оправдано америчком спољном политиком. Он је такође упоредио САД са нацистичком Немачком због бомбардовања Косова током НАТО бомбардовања Југославије 1999.
У издању Градског журнала за лето 2007, Брус Бавер је оштро критиковао студије мира. Напоменуо је да многе програме мировних студија на америчким универзитетима воде марксистички или левичарски професори. У ширем смислу, он је тврдио да на Мировним студијима доминира уверење да је "Америка ... извор светских проблема" и да, док професори мировних студија тврде "да терористичке позиције заслужују поштовање на преговарачком столу", "ретко" толеришу алтернативне ставове " да" (е) студије, по правилу, одбацују испитивања своје сопствене идеологије."
У вези с његовим тврдњом да мировне студије подржавају насиље у потрази за левичарском идеологијом, Бавер је цитирао цитат из Студија мира и сукоба, широко коришћени уџбеник из 2002. године који су написали Чарлс П. Вебел и Давид П. Бараш који су похвалили Владимир Лењина зато што је "тврдио да само револуција, а не реформа, може поништити тенденцију капитализма ка империјализму и одатле до рата".
Давид Хоровиц тврди да Вебелова и Барасхова књига имплицитно подржава насиље због социјалистичких узрока, напомињући да се у књизи каже: "случај Кубе показује да насилне револуције понекад могу резултирати опште побољшаним животним условима за многе људе". Хоровиц је такође тврдио да књига "третира Совјетски Савез као спонзора мировних покрета, а Сједињене Државе као милитаристичку, империјалистичку моћ коју мировни покрети покушавају да задрже под контролом" и да "аутори оправдавају комунистичку политику и поступке док приказују ону Америке и западних демократија у негативном светлу. " Хоровиц је такође тврдио да аутори разматрају кубанску кризу без помињања њених узрока (тј. Постављање совјетских ракета на Куби) и кривицу Џона Ф. Кенедија, хвалећи совјетског премијера Никите Хрушчова због "спремности да се повуче". Коначно, Хоровиц је критиковао ауторску употребу марксистичких писаца, као што су Андре Гундер Франк и Франсис Мур Лапе, као једини основ за проучавање "сиромаштва и глади као узрока људског сукоба".
Кеј и Бавер су посебно критиковали професора Гордон Феллман, председавајућег програма Универзитета Брандеис- Универзитет за мир, сукоб и коегзистенцију, за кога тврде да је оправдао палестинска самоубилачка бомбардовања против Израелаца као "начине наношења освете непријатељу који не може или не жели одговорити на рационалне молбе за дискусију и правду ".
Кетрин Керстен, виши члан у Минеаполисовом конзервативном центру за размишљање Центра америчког експеримента, сматра да у програму мировних студија "доминирају људи одређеног идеолошког убеђења и тешко их је озбиљно схватити". Роберт Кенеди, професор католичких студија и менаџмента на Универзитету у Сент Томасу, критиковао је програм студирања мира Универзитета у интервјуу за Минеаполис Стар Трибуне 2002. године, у којем се наводи да програм запошљава неколико наставника "чија академска квалификација није толико јака као што би се обично тражило "и да би" Комбинација идеолошког залогаја и можда мањих академских акредитива на факултету вероватно покренула нека питања о томе колико је научан програм."

### Реакције
Таквим ставовима су се снажно супротстављали научници који тврде да ове критике потцењују развој детаљних, интердисциплинарних, теоријских, методолошких и емпиријских истраживања узрока насиља и динамике која се појавила преко академских и политичких веза широм света.
У одговору на чланак Барбаре Кеј, група стручњака за мировне студије у Канади је одговорила да је "њен...аргумент да поље мировних студија подржава тероризам бесмислица“ и да се "(д)едуковани теоретичари и истраживачи мира одликују својом посвећеношћу смањењу употребе насиља било да су од стране непријатељске нације, пријатељских влада или војних лидера било које врсте." Такође су тврдили да:
... Гђа Кеј покушава да представи заговорнике мира као наивне и идеалистичке, али подаци показују да је велика већина оружаних сукоба последњих деценија окончана преговорима, а не војним решењима. У савременом свету, насиље је мање ефективно од дипломатије у окончању оружаног сукоба. Ништа није 100% ефективно за смањење тираније и насиља, али домаћа и страна стратегија треба да се заснива на доказима, а не претпоставкама и погрешним схватањима из прошлости. "
Већина академика у тој области тврди да оптужбе да студије о миру нису објективне, да потичу углавном од левичарских или неискрених извора, да нису практичне, да подржавају насиље, а не одбацују или нису довеле до развоја политике, су очигледно нетачне. Они примећују да је развој УН и главних донаторских политика (укључујући ЕУ, САД и УК, као и многе друге, укључујући оне Јапана, Канаде, Норвешке, итд.) према земљама у сукобима и постконфликтима под утицајем таквих дебата. Ове владе развиле су низ кључних политичких докумената и одговора у последњој деценији и више, и у УН (или сродној) документацији као што су "Агенда за мир", "Агенда за развој", "Агенда за демократизацију", Миленијумски циљеви развоја, одговорност за заштиту и "Извештај о панелу на високом нивоу". Такође су значајне за рад Светске банке, агенција за међународни развој и широког спектра невладиних организација. Оне су биле утицајне у раду УН-а, УНДП-а, УН-а, Комисије за изградњу мира УНХЦР-а, Светске банке, ЕУ-а, организације за сигурност и сарадњу у Европи, за националне донаторе, укључујући УСАИД, ДФИД, ЦИДА, НОРАД, ДАНИДА, Јапан Аид, ГТЗ и међународне невладине организације као што су Међународно упозорење или Међународна кризна група, као и многе локалне невладине организације. Основне базе података су генерисане радом научника у овим областима.
Коначно, дебате о студијама о миру и сукобима генерално су потврдиле, а не поткопале широк консензус (западни и шире) о важности људске сигурности, људских права, развоја, демократије и владавине права (иако се одвија вибрантна расправа о контекстуалним варијацијама и примени ових оквира). Истовремено, истраживачко поље карактерише низ изазова укључујући напетост између "циља вршења критичког истраживања и практичне релевантности".